# جلال قادری
جلال قادری (انگلیسی: Jalel Kadri؛ زادهٔ ۱۴ دسامبر ۱۹۷۱) بازیکن فوتبال بازنشسته و سرمربی کنونی اهل تونس است.